# Generation of Chaos Exceed
Generation of Chaos Exceed é um Jogo de videogame do gênero de estratégia desenvolvido e publicado pela Idea Factory, sendo lançado em 6 de fevereiro de 2003 no Japão para o console Nintendo GameCube da empresa japonesa Nintendo.